# Mladen IV. Šubić Bribirski
Mladen IV. Šubić Bribirski (?, o.1348. - ?), hrvatski velikaš iz roda knezova Bribirskih, knez Klisa, Skradina i Omiša. Bio je sin kneza Mladena III. i kneginje Jelene Nemanjić († 1355.). Nakon očeve smrti 1348. godine, posjede i skrb o sinu preuzela je Mladenova udovica Jelena koja se sukobljavala oko skrbništva nad sinom i njegovim posjedima s djetetovim stricem Pavlom III. († 1356.).
Mladen IV. imao je sina Senka, a on dvojicu sinova, Radicu i Bjelaka.